# Kurt Grelling
Kurt Grelling (Berlino, 2 marzo 1886 – Oświęcim, settembre 1942) è stato un logico e filosofo tedesco, membro del circolo di Berlino.

## Biografia
Nel 1908, in collaborazione con Leonard Nelson, riformulò il paradosso del mentitore risalente al cretese Epimenide (ma nella versione di Eubulide) mostrando che il suo problema fondamentale non risiedeva necessariamente nei concetti di verità e falsità ma era estendibile anche all'area linguistico-grammaticale.

## Gli aggettivi autologici ed eterologici
Egli definì gli aggettivi autologici ed eterologici: gli autologici sono quelli che si riferiscono a sé stessi (ad esempio "corto" è un aggettivo corto, dunque è riferibile a sé stesso) mentre gli eterologici sono quelli che non si riferiscono a sé stessi (ad esempio "lungo" è un aggettivo corto, dunque non è riferibile a sé stesso). A questo punto Grelling si chiede: l'aggettivo "eterologico" è autologico o eterologico? Se fosse autologico si potrebbe riferire a sé stesso, quindi sarebbe eterologico; se al contrario non fosse eterologico non potrebbe riferirsi a sé stesso e quindi sarebbe eterologico. L'irresolvibilità della domanda crea il paradosso. Sostituendo i concetti di verità e falsità con la proprietà di riferirsi o meno a sé stessi si esce dal campo logico per sfociare in quello linguistico, ma Grelling dimostra in questi termini che il problema rimane.
La sua risoluzione fu possibile solo grazie alla definizione di verità tarskiana del 1936 in relazione a linguaggio e metalinguaggio.